# 鵠志王
鵠志王（日语：キングオブコージ），是日本純種競賽馬匹 。生涯活躍於中長途賽事，曾勝出目黑紀念及美國賽馬會盃。

## 出賽前
2016年3月26日出生於北海道白老町白老牧場，成長途中於拍賣會上被馬主增田和啟以3348萬日圓購入。
其後交由栗東訓練中心練馬師安田翔伍訓練。

## 競賽生涯

### 2歲
2018年10月21日出戰東京競馬場2歲新馬戰，保持於第三的位置下於直路未能繼續加速，最終以第五落敗。
其後出戰兩場2歲新馬戰亦未能順利勝出，均於其中獲得第六。

### 3歲
2019年年初出戰3歲未勝利戰，雖然跑出全場最佳末腳，但仍然未能迫近前方的Marumo Neo Force，最終被對手拉開1 1/4馬位下以第二落敗。
3月3日再度挑戰3歲未勝利戰，保持於中後方位置下於最後彎道抽出外檔望空，進入直路後成功跑出凌厲的勢頭，最終超越前方所有對手下取首勝。
其後挑戰三級賽每日盃，然而未能跑出優秀表現下以第九落敗。
於每日盃失利後，陣營安排其重返條件戰及捷馬戰級別的賽事，但最終未能取得任何一場勝利。

### 4歲
進入2020年，陣營決定安排其增程以中距離賽事作為目標，發揮優秀的表現下成功取得三連勝並晉級公開組。
5月31日以目黑紀念作為目標，賽前取得第一人氣。比賽開始後，其以緩慢的節奏停留於隊伍最後方，縱然於對面直路稍為提速，但仍然處於較後的位置。進入直路後，其於外檔展現優秀的加速力，跑出全長最快末腳之下不斷蠶食前方賽駒並於最後200米取得，其後繼續保持速度下防止對手反超，最終以1/2馬位優勢戰勝冰之奇景取得首個分級賽冠軍。
入秋後以京都大賞典作為起動戰，保持於中團位置下於直路嘗試衝出，跑出不俗的的速度下縱然未能進入全速狀態，但仍然可以超越大部份賽駒，最終僅敗於兩匹一級賽優勝馬耀滿瓶及神業取得第三。
然而於賽後，其在檢查中被發現右腳第一趾籽骨折，需要長期休養。

### 5歲
2021年9月於產經賞復出，但狀態未完全回復下以第九落敗，年末出戰中日新聞盃亦僅獲第五。

### 6歲
2022年首戰為美國賽馬會盃，比賽初段其選擇保持於尾二的位置穩步推進，通過第三彎道時稍微向外取位並開始發力。進入直路後，其於外檔位置繼續保持過彎時的衝刺，最終成功超越前方賽駒下繼續拉開對手，以1 1/2馬位的優勢壓過第二名的繁榮起飛取得第二個分級賽冠軍。
但其後未能保持優秀的表現，出戰大阪盃及寶塚紀念分別以第十一及第十七大敗。
進入秋季後其嘗試縮程挑戰一哩短途戰線，但繼續陷低潮下未能取得任何佳績，僅於天鵝錦標一場賽事中跑獲第五入板的戰績。
12月24日於阪神盃以尾二第十七大敗後，陣營決定安排其退役，並與翌年1月7日取消日本中央競馬會的賽駒註冊。

### 詳細賽績
| 日期       | 舉辦國家 | 馬場 | 距離   | 級別 | 賽事名稱         | 負重 | 騎師       | 馬號 | 出馬 | 名次 | 時間   | 頭馬（二馬）     |
| ---------- | -------- | ---- | ------ | ---- | ---------------- | ---- | ---------- | ---- | ---- | ---- | ------ | ---------------- |
| 21/10/2018 | 日本     | 東京 | 草1400 |      | 2歲新馬          | 55   | 石川裕紀人 | 1    | 18   | 5    | 1:24.3 | Rocamadour       |
| 11/11/2018 | 日本     | 京都 | 泥1200 |      | 2歲未勝利        | 55   | 杜滿萊     | 3    | 14   | 6    | 1:13.9 | Mozu Eroico      |
| 2/1/2018   | 日本     | 阪神 | 泥1400 |      | 2歲未勝利        | 55   | 川田將雅   | 4    | 13   | 6    | 1.27.2 | Osumi Nouvelle   |
| 10/2/2019  | 日本     | 京都 | 草1600 |      | 3歲未勝利        | 56   | 岩田康誠   | 8    | 16   | 2    | 1.36.1 | Marumo Neo Force |
| 3/3/2019   | 日本     | 阪神 | 草1600 |      | 3歲未勝利        | 56   | 岩田康誠   | 6    | 16   | 1    | 1.34.0 | （Le Cheile）    |
| 23/3/2019  | 日本     | 阪神 | 草1800 | GIII | 毎日盃           | 56   | 和田龍二   | 4    | 13   | 9    | 1.48.2 | 聚氣成鋒         |
| 6/4/2019   | 日本     | 阪神 | 草1600 |      | 3歲500萬獎金以下 | 56   | 岩田康誠   | 9    | 11   | 8    | 1.36.4 | Go Timing        |
| 7/9/2019   | 日本     | 阪神 | 草1600 |      | 3歲以上一捷馬    | 55   | 岩田康誠   | 2    | 13   | 2    | 1.33.5 | 陳年美酒         |
| 21/10/2019 | 日本     | 東京 | 草1600 |      | 3歲以上一捷馬    | 55   | 岩田康誠   | 2    | 15   | 6    | 1.33.6 | 日閃焰           |
| 6/1/2020   | 日本     | 京都 | 草2000 |      | 4歲以上一捷馬    | 56   | 横山典弘   | 14   | 15   | 1    | 1.02.8 | （Patrick）      |
| 7/3/2020   | 日本     | 中山 | 草2500 |      | 潮來特別         | 56   | 横山典弘   | 8    | 9    | 1    | 2.34.7 | （Secret Run）   |
| 4/4/2020   | 日本     | 中山 | 草2200 |      | 灣岸S            | 55   | 横山典弘   | 5    | 17   | 1    | 2.13.6 | （Red Aster）    |
| 31/5/2020  | 日本     | 東京 | 草2500 | GII  | 目黑紀念         | 54   | 横山典弘   | 5    | 18   | 1    | 2.29.6 | （冰之奇景）     |
| 11/10/2020 | 日本     | 京都 | 草2400 | GII  | 京都大賞典       | 57   | 横山典弘   | 17   | 17   | 3    | 2.25.9 | 耀滿瓶           |
| 26/9/2021  | 日本     | 中山 | 草2200 | GII  | 產經賞           | 56   | 横山典弘   | 10   | 16   | 9    | 2.12.9 | 瑪蓮必勝         |
| 11/12/2021 | 日本     | 中京 | 草2000 | GIII | 中日新聞盃       | 57   | 横山典弘   | 16   | 18   | 5    | 2.00.1 | 湘南山城         |
| 23/1/2022  | 日本     | 中山 | 草2200 | GII  | 美國賽馬會盃     | 56   | 横山典弘   | 1    | 14   | 1    | 2.12.7 | （繁榮起飛）     |
| 3/4/2022   | 日本     | 阪神 | 草2000 | GI   | 大阪盃           | 57   | 横山典弘   | 13   | 16   | 11   | 1:59.3 | 菜圃向榮         |
| 26/6/2022  | 日本     | 阪神 | 草2200 | GI   | 寶塚紀念         | 58   | 横山典弘   | 14   | 17   | 17   | 2:15.5 | 領銜             |
| 9/10/2022  | 日本     | 東京 | 草1800 | GII  | 每日王冠         | 57   | 横山武史   | 8    | 10   | 8    | 1:45.2 | 戰舞者           |
| 29/10/2022 | 日本     | 阪神 | 草1400 | GII  | 天鵝錦標         | 57   | 濱中俊     | 5    | 18   | 5    | 1:20.0 | 全音階           |
| 24/12/2022 | 日本     | 阪神 | 草1400 | GII  | 阪神盃           | 57   | 横山典弘   | 15   | 18   | 17   | 1:22.6 | 全音階           |

## 退役後
退役後，鵠志王成為了配種馬，於北海道浦河町East Stud休養，在2023年進行配種。首批子嗣於2024年出生。首批子嗣可於2026年出賽。

## 血統簡介
父系龍王爲日本賽駒，生涯稱霸短途賽事，包括做出連霸短途馬錦標及香港短途錦標等壯舉，被稱爲日本近代最強短途馬。祖父夏威夷王亦爲日本賽駒，生涯戰績極爲優秀，僅得一戰未能獲勝，曾勝出一級賽NHK一哩賽及東京優駿（日本打吡），爲日本史上首匹贏得變則二冠的賽駒。
母系Phaenomena為愛爾蘭生產的英國賽駒，生涯僅勝出兩場賽事。外祖父天文學家亦爲英國賽駒，爲2001年葉森打吡及英皇佐治六世及皇后伊利沙伯鑽石錦標冠軍，退役後亦成爲著名種馬。

### 血統表
| 父線：金滿寶系（淘金者系）                         |                             |              |               |
| 種馬 龍王 2008年（棗色）                           | 夏威夷王 2001年（棗色）     | 金滿寶       | 淘金者        |
| 種馬 龍王 2008年（棗色）                           | 夏威夷王 2001年（棗色）     | 金滿寶       | Miesque       |
| 種馬 龍王 2008年（棗色）                           | 夏威夷王 2001年（棗色）     | Manfath      | 最後大官      |
| 種馬 龍王 2008年（棗色）                           | 夏威夷王 2001年（棗色）     | Manfath      | Pilot Bird    |
| 種馬 龍王 2008年（棗色）                           | Lady Blossom 1996年（棗色） | 雷貓         | 雷鳥          |
| 種馬 龍王 2008年（棗色）                           | Lady Blossom 1996年（棗色） | 雷貓         | Terlingua     |
| 種馬 龍王 2008年（棗色）                           | Lady Blossom 1996年（棗色） | Saratoga Dew | Cormorant     |
| 種馬 龍王 2008年（棗色）                           | Lady Blossom 1996年（棗色） | Saratoga Dew | Super Luna    |
| 繁殖雌馬 Phaenomena 2010年（栗色）                 | 天文學家 1998年（棗色）     | 鞍匠井       | 北地舞人      |
| 繁殖雌馬 Phaenomena 2010年（栗色）                 | 天文學家 1998年（棗色）     | 鞍匠井       | Fariy Bridge  |
| 繁殖雌馬 Phaenomena 2010年（栗色）                 | 天文學家 1998年（棗色）     | 海都市       | Miswaki       |
| 繁殖雌馬 Phaenomena 2010年（栗色）                 | 天文學家 1998年（棗色）     | 海都市       | Allegretta    |
| 繁殖雌馬 Phaenomena 2010年（栗色）                 | Caumshinaun 1997年（栗色）  | 印度山脊     | Ahonoora      |
| 繁殖雌馬 Phaenomena 2010年（栗色）                 | Caumshinaun 1997年（栗色）  | 印度山脊     | Hillbrow      |
| 繁殖雌馬 Phaenomena 2010年（栗色）                 | Caumshinaun 1997年（栗色）  | Ridge Pool   | Bluebird      |
| 繁殖雌馬 Phaenomena 2010年（栗色）                 | Caumshinaun 1997年（栗色）  | Ridge Pool   | Casting Couch |
| 雌系：號族：20-c                                   |                             |              |               |
| 五代內近親交配：淘金者 4×5、雷鳥 4×5、北地舞人 5×4 |                             |              |               |

## 命名由來
名字中，King of（キングオブ）意思即是「王」，Koji（コージ）出自人名，但實際來源不明，香港採音譯，翻譯為「鵠志」。

## 外部連結
- 鵠志王 netkeiba.com （页面存档备份，存于）
- 血統表 （页面存档备份，存于）